# Walla Walla (Washington)
Walla Walla az Amerikai Egyesült Államok északnyugati részén, Washington állam Walla Walla megyéjében elhelyezkedő város, a megye székhelye. A 2010. évi népszámlálási adatok alapján 31 731 lakosa van.
Walla Wallában a St. Mary Medical Center mellett a veteránokat ellátó Jonathan M. Wainwright Veteran’s Affairs Medical Center nyújt kórházi ellátást. A településen található a Walla Walla-i regionális repülőtér. A város tömegközlekedését a Valley Transit biztosítja.
A város baseballcsapata a West Coast League-ben játszó Walla Walla Sweets.

## Története
1818-ban a North West Company megalapította a Fort Nez Percés kereskedőhelyet. Ma a Walla Walla indiánokat a Nez Perce törzs részének tekintik. Fort Nez Perce neve később Fort Walla Wallára változott.
Marcus Whitman és Narcissa Whitman hittérítők 1836. szeptember 1-jén érkeztek a térségbe. Az 1847-es járvány során a házaspárt megölték, mivel a cayuse törzs tagjai úgy hitték, hogy megmérgezték az őslakosokat. A Whitman Főiskola a házaspár nevét viseli.
1846. július 24-én IX. Piusz pápa létrehozta a Walla Walla-i egyházmegyét, melynek első püspöke Augustin-Magloire Blanchet lett. Mivel a Whitman-házaspár meggyilkolása után a püspök az Oregon állambeli St. Paulba menekült, a Walla Walla-i egyházmegye a Vancouverben létrehozott püspökségbe olvadt. A Walla Walla-i püspöki címet ma más egyházmegyék vezetői birtokolják.
A később a Hudson’s Bay Company tulajdonába került Fort Nez Percés a nyugatról érkezők fontos megállóhelyévé vált. Az 1856-ban a hadsereg által létesített Fort Walla Walla ma az első telepesek életét bemutató múzeumként működik. A John Mullan által létrehozott Mullan Road fontos kelet–nyugati út volt.
Walla Walla 1862. január 11-én kapott városi rangot. Az idahói aranyláz során Walla Walla Washington Territórium legnagyobb városa, egyben az egyik lehetséges főváros lett. Washington állam legrégebbi bankját (Baker Boyer Bank) 1869-ben alapították meg Walla Wallában.
1936-ban a térségben 6,1-es erősségű földrengést észleltek; az utórengéseket több hónapon át érezni lehetett.
2001-ben a város a főutca átalakításáért díjat nyert. 2011 júliusában a USA Today Walla Wallát a legbarátságosabb amerikai kisvárossá választotta. A település 2011-ben elnyerte Rand McNally „Best of the Road” díját is, 2012-ben és 2013-ban pedig a Best of the Road étkezési lehetőségek kategóriájának második helyezettje lett.Walla Walla, Washington (angol nyelven). Best of the Road. [2013. július 8-i dátummal az eredetiből archiválva]. (Hozzáférés: 2020. június 17.)

### Elnevezése
Az idelátogatóknak gyakran azt mondják, hogy „a város olyan remek, hogy nevét kétszer is megkapta”. A helyiek a helységet írásban gyakran „W2” alakban említik. A Walla Walla indián kifejezés jelentése „a sok víz helye”. A település korábban Edward Steptoe ezredes tiszteletére a Steptoeville nevet viselte, amelyet 1855-ben Waiilatpura, 1859-ben pedig Walla Wallára módosítottak.

## Éghajlat
A város éghajlata mediterrán (a Köppen-skála szerint Csa).
| Hónap                                | Jan.  | Feb.  | Már.  | Ápr. | Máj. | Jún. | Júl. | Aug. | Szep. | Okt. | Nov.  | Dec.  | Év    |
| ------------------------------------ | ----- | ----- | ----- | ---- | ---- | ---- | ---- | ---- | ----- | ---- | ----- | ----- | ----- |
| Rekord max. hőmérséklet (°C)         | 19,4  | 23,9  | 25,0  | 30,6 | 37,2 | 41,7 | 44,4 | 42,8 | 37,2  | 30,6 | 27,2  | 18,3  | 44,4  |
| Átlagos max. hőmérséklet (°C)        | 4,9   | 7,8   | 12,9  | 16,9 | 21,3 | 26,0 | 31,8 | 31,2 | 25,5  | 17,5 | 9,2   | 3,6   | 17,4  |
| Átlaghőmérséklet (°C)                | 1,9   | 3,9   | 7,9   | 11,2 | 15,2 | 19,2 | 23,9 | 23,4 | 18,4  | 11,8 | 5,4   | 0,8   | 12,0  |
| Átlagos min. hőmérséklet (°C)        | −1,1  | 0,1   | 3,0   | 5,6  | 9,1  | 12,3 | 16,1 | 15,8 | 11,4  | 6,2  | 1,8   | −2,0  | 6,6   |
| Rekord min. hőmérséklet (°C)         | −20,0 | −25,0 | −15,6 | −1,7 | 1,1  | 3,9  | 7,8  | 5,6  | 0,0   | −9,4 | −23,9 | −25,6 | −25,6 |
| Átl. csapadékmennyiség (mm)          | 56    | 41    | 47    | 41   | 45   | 30   | 12   | 16   | 21    | 39   | 57    | 58    | 463   |
| Havi napsütéses órák száma           | 50    | 83    | 174   | 222  | 289  | 326  | 385  | 344  | 269   | 199  | 68    | 40    | 2449  |
| Napi napsütéses órák száma           | 2     | 3     | 6     | 7    | 9    | 11   | 12   | 11   | 9     | 6    | 2     | 1     | 7     |
| Forrás: Weatherbase és Weather Atlas |       |       |       |      |      |      |      |      |       |      |       |       |       |

## Népesség
A 2010-es népszámláláskor a városnak 31 731 lakója, 11 537 háztartása és 6834 családja volt. A népsűrűség 885,1 fő/km2. A lakóegységek száma 12 514, sűrűségük 349,1 db/km2. A lakosok 81,6%-a fehér, 2,7%-a afroamerikai, 1,3%-a indián, 1,4%-a ázsiai, 0,3%-a a Csendes-óceáni szigetekről származik, 9,1%-a egyéb, 3,6%-a pedig kettő vagy több etnikumú. A spanyol vagy latino származásúak aránya 22% (   )
A háztartások 30,4%-ában élt 18 évnél fiatalabb. 42,6% házas, 12% egyedülálló nő, 4,7% egyedülálló férfi, 40,8% pedig nem család. 33,4% egyedül élt; 14,2%-uk 65 éves vagy idősebb. Egy háztartásban átlagosan 2,43 személy élt; a családok átlagmérete 3,1 fő.
A medián életkor 34,4 év volt. A város lakóinak 22%-a 18 évesnél fiatalabb, 14,5% 18 és 24 év közötti, 26,2%-uk 25 és 44 év közötti, 23,1%-uk 45 és 64 év közötti, 14%-uk pedig 65 éves vagy idősebb. A lakosok 51,9%-a férfi, 48,1%-a pedig nő.

## Gazdaság

### Mezőgazdaság
A régióban termesztett Walla Walla-i édes hagyma 2007-ben Washington állam hivatalos zöldsége lett.
A városban két, május és október között nyitva tartó termelői piac is található; az egyiket a Downtown Walla Walla Foundation, míg a másikat a WW Valley Farmer’s Market üzemelteti.

### Szőlőtermesztés
Walla Walla pincészeteit több szaklap (például Wine Spectator, The Wine Advocate és Wine and Spirits) is elismerte; az első borászatok az 1970-es és 1980-as években megnyíló L’Ecole 41, Woodward Canyon és Leonetti Cellar. A régióban ma több mint száz pincészet üzemel.
A Walla Walla-i Közösségi Főiskola szőlész-borász képzést is kínál, emellett saját borászata van.
A szőlőre nagy veszélyt jelentenek a kemény telek: 2004-ben a régió ültetvényeinek háromnegyede elfagyott. A 2010 novemberi fagy következtében a cabernet sauvignon mennyisége 28%-kal, a kékszőlőé pedig 20%-kal esett vissza; a teljes termésmennyiség ekkor 11%-kal csökkent.

## Büntetés-végrehajtás
A Washingtoni Állami Börtön 1886-ban nyílt meg. 2018. október 11-én Washington államban eltörölték a halálbüntetést; a Walla Walla-i börtönben az utolsó kivégzés 2010. szeptember 10-én történt. New Hampshire mellett Washington volt az egyedüli állam, amely lehetővé tette az akasztás általi halált (az utolsó akasztás 1994 májusában volt; 1996 óta a kivégzésekhez alapértelmezésben méreginjekciót használtak). Washington volt az utolsó, használatban lévő akasztófával rendelkező állam.

## Oktatás
A város közoktatási intézményeinek fenntartója a Walla Walla Public Schools. Az alapfokú oktatásban korábban elérhető volt az egyéni tanrendet lehetővé tevő Homelink program.
A település egyházi fenntartású iskolái mellett itt található a Walla Walla-i Közösségi Főiskola és a Whitman Főiskola székhelye is.

## Nevezetes személyek
- Adam West, színész[45]
- Alan W. Jones, tábornok[46]
- Alex Deccio, politikus[47]
- Bert Hadley, színész[48]
- Burl Barer, író[49]
- Charles Potts, költő[50]
- Charly Martin, NFL-játékos[51]
- Connor Trinneer, színész[52]
- Drew Bledsoe, NFL-játékos[53]
- Eddie Feigner, softballjátékos[54]
- Edward P. Morgan, újságíró[55]
- Erik O’Flaherty, MLB-játékos[56]
- Ferris Webster, vágó[57]
- Hamza Yusuf, a Zaytuna Főiskola társalapítója[58]
- Hope Summers, színész[59]
- Jonathan M. Wainwright, tábornok[60]
- Mikhail Naimy, író és költő[61]
- Richard Arthur Bogle, üzletember[62]
- Robert Brode, fizikus[63]
- Robert Clodius, oktató[64]
- Wallace R. Brode, vegyész[65]
- Walt Minnick, politikus[66]
- Walter Brattain, Nobel-díjas fizikus, a tranzisztor egyik feltalálója[67]

## Testvérváros
- Tamba–Sasajama, Japán[68]

## Fordítás
- Ez a szócikk részben vagy egészben  a   Walla Walla, Washington című angol Wikipédia-szócikk ezen változatának fordításán alapul.  Az eredeti cikk szerkesztőit annak laptörténete sorolja fel. Ez a jelzés csupán a megfogalmazás eredetét és a szerzői jogokat jelzi, nem szolgál a cikkben szereplő információk forrásmegjelöléseként.